# 科学史 (1505年)
科学史上的1505年发生了众多事件，本条目撷取其中部分罗列如下：

## 生物学
- （大致日期）1505年，列奥纳多·达·芬奇发表了《鸟类飞行研究手册》。[1]

## 航海

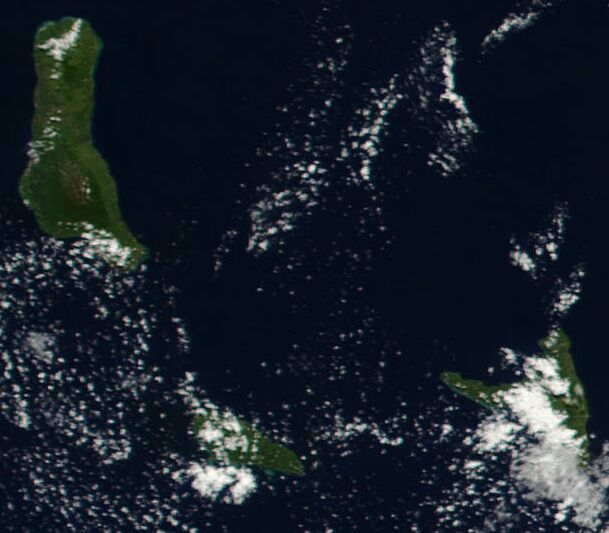
太空中鸟瞰科摩罗群岛（摄于2002年4月）

- 葡萄牙人到达了科摩罗群岛。
- 西班牙探险家胡安·德·貝穆德茲（英语：Juan de Bermúdez）发现了百慕大群岛。[2]
- 1505年或1506年，葡萄牙探险家贡萨罗·阿尔瓦雷斯（Gonçalo Álvares）首次发现了后来被称为“戈夫岛”的岛屿。

## 数学
- 希皮奥内·德尔·费罗发现了一元三次方程的解法。[3]

## 矿物学
- 乌尔里希·吕兰·冯·卡尔夫（Ulrich Rülein von Calw）在奥格斯堡出版了《一部有关如何找矿的有条理、有帮助的小手册》（Eyn wohlgeordnet und nützlich Büchlein, wie man bergwerk suchen und finden Soll），这是德国首部有关科学发展采矿业的著作。

## 技术
- 簧轮枪在历史上首次出现。

## 诞生
- 吉奥万·巴蒂斯塔·贝拉索，意大利密码学家（卒年不详）

## 逝世
- 佩德罗·阿隆索·尼诺，西班牙航海家（1468年生）[4]